# Pulitzer-Preis 2006
Bei der 90. Ausgabe des Pulitzer-Preises wurden die Preisträger am 17. April 2006 verkündet.
Zum ersten Mal seit 1997 wurde kein Preis in der Kategorie Theater (Drama) vergeben. Der Pulitzer-Preis für Beat Reporting wurde 2006 letztmals verliehen. Dafür wird es ab 2007 wieder die Kategorie „Lokale Berichterstattung“ geben, die es schon von 1948 bis 1952 gab.

## Kategorien und Preisträger
| Kategorie                      | Category                     | Preisträger und Verlage (kursiv) |                              |
| Journalismus                   | Journalism                   | Journalism | Journalism                   |
| ------------------------------ | ---------------------------- | --- | ---------------------------- |
| Dienst an der Öffentlichkeit   | Public Service               | The Times-Picayune, New Orleans |                              |
| Dienst an der Öffentlichkeit   | Public Service               | Sun Herald, Biloxi, Mississippi |                              |
| Aktuelle Berichterstattung     | Breaking News Reporting      | Mitarbeiter der The Times-Picayune, New Orleans |                              |
| Investigativer Journalismus    | Investigative Reporting      | Susan Schmidt, James V. Grimaldi und R. Jeffrey Smith von der Washington Post |                              |
| Hintergrundberichterstattung   | Explanatory Reporting        | David Finkel von der Washington Post |                              |
| Beat Reporting                 | Beat Reporting               | Dana Priest für die Washington Post |                              |
| Berichterstattung im Inland    | National Reporting           | James Risen and Eric Lichtblau von der New York Times |                              |
| Berichterstattung im Inland    | National Reporting           | Mitarbeiter der San Diego Union-Tribune und des Copley News Service, mit beträchtlicher Beteiligung von Marcus Stern und Jerry Kammer                                                                            |                              |
| Auslandsberichterstattung      | International Reporting      | Joseph F. Kahn und Jim Yardley von der New York Times |                              |
| Feature Writing                | Feature Writing              | Jim Sheeler von den Rocky Mountain News, Denver, Colorado |                              |
| Kommentar                      | Commentary                   | Nicholas D. Kristof von der New York Times |                              |
| Kritik                         | Criticism                    | Robin Givhan von der Washington Post |                              |
| Leitartikel                    | Editorial Writing            | Rick Attig und Doug Bates vom The Oregonian, Portland |                              |
| Karikatur                      | Editorial Cartooning         | Mike Luckovich für The Atlanta Journal-Constitution |                              |
| Aktuelle Fotoberichterstattung | Breaking News Photography    | Mitarbeiter der The Dallas Morning News |                              |
| Feature-Fotoberichterstattung  | Feature Photography          | Todd Heisler für die Rocky Mountain News, Denver, Colorado |                              |
| Literatur, Theater und Musik   | Letters, Drama & Music       | Letters, Drama & Music | Letters, Drama & Music       |
| Belletristik                   | Fiction                      | Geraldine Brooks mit „March“ (deutsch: „Auf freiem Feld“) bei Viking Press |                              |
| Theater                        | Drama                        | wurde nicht vergeben |                              |
| Geschichte                     | History                      | David M. Oshinsky mit „Polio: An American Story“ bei Oxford University Press |                              |
| Biographie oder Autobiographie | Biography or Autobiography   | Kai Bird und Martin J. Sherwin mit „American Prometheus: The Triumph and Tragedy of J. Robert Oppenheimer“ bei Alfred A. Knopf, Inc.                                                                             |                              |
| Dichtung                       | Poetry                       | Claudia Emerson mit „Late Wife“ bei Louisiana State University Press |                              |
| Sachbuch                       | General Non-Fiction          | Caroline Elkins mit „Imperial Reckoning: The Untold Story of Britain’s Gulag in Kenya“ bei Henry Holt and Company                                                                                                |                              |
| Musik                          | Music                        | Yehudi Wyner mit „Piano Concerto: Chiavi in Mano“ bei Associated Music Publishers |                              |
| Sonderpreis                    | Special Awards and Citations | Special Awards and Citations | Special Awards and Citations |
| Sonderpreis                    | Special Citations            | Edmund S. Morgan (1916–2013, amerikanischer Historiker) – „für sein kreatives und einflussreichen Lebenswerk, welches das letzte halbe Jahrhundert überspannt“                                                   |                              |
| Sonderpreis                    | Special Citations            | Thelonious Monk (1917–1982, US-afroamerikanischer Jazzmusiker) – posthum „für seine innovativen musikalischen Komposition, die einen wesentlichen und nachhaltigen Einfluss auf die Entwicklung des Jazz hatten“ |                              |

## Jury
Die Jury bestand aus folgenden 4 Frauen und 15 Männern:
1. Jim Amoss, Redakteur, The Times-Picayune, New Orleans, LA
2. Amanda Bennett, Redakteur, The Philadelphia Inquirer
3. Lee C. Bollinger, Präsident, Columbia University, New York, NY
4. Joann Byrd, ehemaliger Redakteur, Seattle Post-Intelligencer, Seattle, WA
5. Kathleen Carroll, Redakteur and Vizepräsident, Associated Press
6. Thomas L. Friedman, Kolumnist, The New York Times, New York, NY
7. Henry Louis Gates, Jr., Professor, W. E. B. Du Bois Institute, Harvard University, Cambridge, MA
8. Sig Gissler, Administrator, Graduate School of Journalism, Columbia University, New York, NY
9. Donald E. Graham, Vorsitzender, The Washington Post
10. Anders Gyllenhaal, Redakteur und Vizepräsident, Star Tribune, Minneapolis-St. Paul, MN
11. Jay T. Harris, Direktor des Center for the Study of Journalism and Democracy, Annenberg School of Communication, University of Southern California, Los Angeles, CA
12. David M. Kennedy, Professor em., Stanford University, Palo Alto, CA
13. Nicholas Lemann, Dekan der Graduate School of Journalism, Columbia University, New York, NY
14. Ann Marie Lipinski, Vizepräsident und Redakteur, Chicago Tribune, Chicago, IL
15. Gregory L. Moore, Redakteur, The Denver Post, Denver, CO
16. Richard Oppel, Redakteur, Austin American-Statesman, Austin, TX
17. Mike Pride, Redakteur, Concord Monitor, Concord, NH
18. Paul Steiger, Redakteur, The Wall Street Journal, New York, NY
19. Paul C. Tash, Redakteur und CEO, The St. Petersburg Times, St. Petersburg, FL